# Comité de Segurança Geral
O Comité de Segurança Geral foi um órgão criado pela Convenção para conter a oposição interna ao governo, durante a Revolução francesa. Instalado em 1792, era encarregado da vigilância e detenção dos suspeitos, e do controle dos ministros da Justiça e do Interior.
Responsável pela política de repressão ao terror, o Comitê aprovou a chamada Lei dos Suspeitos, segundo a qual o suspeito de traição poderia ser preso. Se condenado, teria os bens confiscados, divididos e vendidos. As terras eram divididas para ficarem mais baratas e serem vendidas para as classes mais pobres.
O Comité foi um dos principais órgãos de repressão durante o chamado período do Terror Jacobino. Através dele, do Comitê de Salvação Pública e do Tribunal Revolucionário, os suspeitos de serem contra os ideais jacobinos e anti-revolucionários eram julgados e, se necessário, decapitados na guilhotina, o que se tornou corriqueiro na época.

## Membros
A composição do comité contou com um máximo de 30 membros à época de sua organização, em 2 de outubro de 1792, variando para um mínimo de nove, em setembro de 1793. De Germinal a Termidor ano II, era composto de 12 membros.